# Mazus procumbens
Mazus procumbens är en tvåhjärtbladig växtart som beskrevs av William Botting Hemsley. Mazus procumbens ingår i släktet Mazus och familjen Mazaceae. Inga underarter finns listade i Catalogue of Life.